# Лутовиновка (Воронежская область)
Лутови́новка — деревня в Новоусманском районе Воронежской области. Входит в Тимирязевское сельское поселение.

## Население
| 2008 | 2010 |
| ---- | ---- |
| 0    | ↗9   |

## Уличная сеть
- ул. Лутовиновская